# 西武有樂町線
西武有樂町線（日语：／ Seibu-yurakuchō sen */?）是一條連結東京都練馬區內的練馬－小竹向原，屬於西武鐵道的鐵路線。路線顏色為柿色。路線名稱包括「西武」二字。車站編號使用的路線記號為SI。

## 路線資料
- 路線距離（營業距離）：2.6公里
- 軌距：1067毫米
- 站數：3個（包括起終點站）
- 複線路段：全線
- 電氣化路段：全線（直流1500V 高架電纜）
- 閉塞方式：車內信號閉塞式

## 歷史
- 1970年（昭和45年）5月25日：西武鐵道獲發練馬與向原（即後來的小竹向原）間之地方鐵路建設許可。
- 1983年（昭和58年）10月1日：新櫻台與小竹向原間全長1.2公里之西武有樂町線路段通車，並隨即與營團地下鐵（今東京地下鐵）有樂町線實施直通運轉安排。經過財政精算，當時所有在西武有樂町線運行的列車均為營團列車。
- 1994年（平成6年）12月7日：西武有樂町線隨練馬與新櫻台間之1.4公里路段開始運作而全線通車。
- 1998年（平成10年）3月26日：練馬至新櫻台之複線化工程完工，同時開始與池袋線實施直通運行。
- 2004年（平成16年）4月1日：營團地下鐵民營化，地鐵有樂町線由東京地下鐵繼承。
- 2005年（平成17年）10月31日：於平日早上繁忙時間引入女性專用車廂。
- 2008年（平成20年）6月14日：與東京地下鐵副都心線締結直通運行安排。
- 2013年（平成25年）3月16日：開始經由地鐵副都心線與東急東橫線及橫濱高速鐵道港未來21線進行直通運行，與副都心線直通之列車行走路段北至埼玉縣之飯能站，南至神奈川縣橫濱市的元町、中華街站。

## 與東京地下鐵有樂町線的關係
西武有樂町線屬運輸政策審議會提出的都市計劃八號線（現東京地下鐵有樂町線）的一部分。1962年運輸政策審議會的第六號報告書公佈了八號線的計劃，包含了東京地下鐵和西武的有樂町線的雛型。所以西武有樂町線可說是東京地下鐵有樂町線一部分（西武有樂町線不經有樂町站）。

## 使用車輛
西武有樂町線只使用ATC作為保安裝置，因此只有安裝有關裝置的列車才可進入西武有樂町線。
西武鐵道
- 6000系
- 40000系

東京地下鐵
- 10000系

- 17000系

東急電鐵
- 5000系

- 5050系
- 5050系4000番台

橫濱高速鐵道
- Y500系

### 過往使用車輛
- 東京地下鐵07系：因為無法對應副都心線通車後安裝的閘門，而退出副都心線服務。
- 東京地下鐵7000系

## 車站列表
- 所有車站均位於東京都練馬區。
- 所有列車均停靠所有車站。參見「池袋線車站列表」。
- 車站編號至2013年3月為止依次引入。[2]

| 車站編號 | 中文站名 | 日文站名 | 英文站名 | 站間距離 | 累計距離 | 接續路線 |
| -------- | -------- | -------- | -------- | -------- | -------- | --- |
| SI06     | 練馬     |          |          | -        | 0.0      | 西武鐵道： 池袋線（直通運行至飯能站）、 豐島線 都營地下鐵： 大江戶線（E-35）                                                 |
| SI38     | 新櫻台   |          |          | 1.4      | 1.4      | |
| SI37     | 小竹向原 |          |          | 1.2      | 2.6      | 東京地下鐵： 有樂町線（Y-06）（直通至新木場站） 、 副都心線（F-06）（途經副都心線、 東橫線直通運行至 港未來線元町·中華街站） |